# Evelina Jecker-Lambreva
Evelina Jecker-Lambreva (* 9. Mai 1963 in Stara Zagora, Bulgarien) ist eine bulgarisch-schweizerische Schriftstellerin.

## Leben und Werk
Jecker-Lambreva arbeitet als niedergelassene Psychiaterin in Luzern und als Klinische Dozentin an der Universität Zürich. Sie publizierte Prosa und Lyrik in bulgarischer, makedonischer, italienischer und deutscher Sprache.
Zu ihrer Publikationsliste gehören sieben in Bulgarien publizierte Bücher (Gedichte, Romane), sowie zahlreiche Beiträge in Anthologien, wie z. B.: Antologia del premio letterario Citta di Monza, 2006 (italienisch); Glasovi od Melnik, IK „Melnik“ und „Sovremenost“, Skopije, 2007 (makedonisch); Lyrik und Prosa des Zürcher Schriftsteller- / Schriftstellerinnen Verbands Wellen, 2007 (deutsch); grenzenlos, Andiamo Verlag, Mannheim 2011; Mein liebstes Buch, ProLibro Verlag 2011.
Nachdem ihr Debütroman Vaters Land 2014 veröffentlicht worden war, schrieb und publizierte Evelina Jecker-Lambreva vorwiegend in deutscher Sprache.

## Bücher in deutscher Sprache
Eigene Bücher
- Vaters Land, Roman. Braumüller Verlag, Wien 2014, ISBN 978-3-99200-106-4.[2][3][4]
- Nicht mehr, Roman. Braumüller Verlag, Wien 2016, ISBN 978-3-99200-166-8.[5][6][7][8][9][10][11]
- Niemandes Spiegel, Gedichtband. CHORA Verlag Thomas Frahm, Duisburg 2015, ISBN 978-3-929634-65-5.
- Bulgarischer Reigen, Erzählungsband. CHORA Verlag, Duisburg 2018, ISBN 978-3-929634-81-5.[12][13]
- Entscheidung, Roman. Braumüller Verlag, Wien 2019, ISBN 978-3-99200-258-0.[14][15]
- Im Namen des Kindes. Roman. Braumüller Verlag, Wien 2022, ISBN 978-3-99200-327-3.
- Mein Name ist Marcello. Braumüller Verlag, Wien 2024, ISBN 978-3-99200-362-4.

Aus dem Bulgarischen ins Deutsche übersetzte Bücher
- Sammle mich …, Autorenübersetzung. Littera Autorenverlag, Zürich 2008.
- Unerwartet, Erzählungen. Deutsche Übersetzung aus dem Bulgarischen von Barbara Müller. Pro Libro, Luzern 2008, ISBN 978-3952340622.

Herausgaben
- Verborgenes Leben: neue Prosa aus Bulgarien, aus dem Bulgarischen übersetzt von Thomas Frahm. CHORA Verlag, Duisburg 2016, ISBN 978-3-929634-69-3.

## Sekundärliteratur
- Anne Maria Sturm: Grenzen und Grenzüberschreitungen Ilija Trojanow - Dimitré Dinev - Sibylle Lewitscharoff. Dissertation. Frank & Timme, Verlag für wissenschaftliche Literatur, Berlin 2020, ISBN 978-3-732906-43-7